# Gunnar Lundgren (militär)
Gunnar Fritiof Lundgren, född den 15 augusti 1894 i Jäla församling, Skaraborgs län, död den 26 september 1980 i Halmstad, var en svensk militär.
Lundgren avlade studentexamen i Skara 1914 och officersexamen 1916. Han blev fänrik vid Västgöta regemente 1916, löjtnant där 1918 och vid Älvsborgs regemente 1927, kapten där 1931, vid generalstaben 1934, åter vid Älvsborgs regemente 1937. Lundgren genomgick Gymnastiska centralinstitutet 1921–1923 och Krigshögskolan 1929–1931. Han var repetitör vid infanteriskjutskolan 1924, 1925, 1928 och 1929 samt kompaniofficer och lärare vid infanteriets och arméns underofficersskolor 1925–1928. Lundgren var aspirant vid generalstaben 1931–1934 och generalstabsofficer vid södra arméfördelningens stab 1934–1937. Han befordrades till major vid Södermanlands regemente sistnämnda år, till överstelöjtnant vid Hallands regemente 1941 och till överste i armén 1946. Lundgren övergick till III. militärområdets reserv 1949. Han blev riddare av Svärdsorden 1937. Lundgren var hedersledamot av Hallands nation vid Lunds universitet.